# Le Saulchoy
Le Saulchoy é uma comuna francesa na região administrativa de Altos da França, no departamento de Oise. Estende-se por uma área de 4,97 km². Em 2010 a comuna tinha 103 habitantes (densidade: 20,7 hab./km²).